# Bella Hadid
Bella Hadid, all'anagrafe Isabella Khair Hadid (Washington, 9 ottobre 1996), è una supermodella statunitense.

## Biografia
Figlia dell'ex modella olandese Yolanda Hadid (nata van den Herik) e dell'operatore immobiliare palestinese Mohamed Hadid, ha una sorella più grande, Gigi Hadid, anche lei modella, e un fratello più piccolo, Anwar Hadid. Ha anche due sorelle maggiori dal lato paterno, Marielle e Alana. Nel 2014, si trasferisce a New York per studiare fotografia presso la Parsons School of Design, che abbandona presto per intraprendere la carriera di modella.
Nell'agosto del 2014 firma un contratto con l'agenzia IMG Models, lasciando la scuola di fotografia, e debutta nel mese successivo alla settimana della moda di New York sfilando per Desigual. Nel settembre 2015, nuovamente in occasione della settimana della moda di New York, ha sfilato per Tom Ford, Diane von Fürstenberg, Tommy Hilfiger, Moschino, Balmain, e Marc Jacobs, a Londra per Topshop Unique, Burberry e Giles e a Milano per Philipp Plein, Moschino, Missoni, e Bottega Veneta. Nel dicembre 2015 ha debuttato con Chanel, sfilando per la prima volta al Métiers d'Art a Roma, e prende parte al video musicale In the Night, di The Weeknd. Nel corso della sua carriera è apparsa sulla copertina di molte riviste di moda come Harper's Bazaar, Elle, Allure, Glamour e W.
Nel 2016 viene eletta modella dell'anno dal Daily Front Rows Fashion Los Angeles Awards. Inoltre prende parte alla campagna di Marc Jacobs primavera/estate accanto a top model del calibro di Adriana Lima e Joan Smalls, e a quella di Versace handbags, accanto a Rosie Huntington-Whiteley e Stella Maxwell. Nel mese di giugno viene scelta come nuovo volto della linea Beauty di Dior, mentre nel mese di settembre è sulla cover di Vogue Paris accanto alla modella Taylor Marie Hill. Inoltre partecipa alle settimane della moda di New York e Milano dove viene richiesta sulle passerelle di molti stilisti. Nel novembre dello stesso anno sfila per la prima volta nel Victoria's Secret Fahion Show. Nel mese di dicembre viene eletta modella dell'anno dal sito Models.com.
Nel 2017 è protagonista delle campagne pubblicitari di Moschino e Fendi, accanto alla sorella Gigi Hadid. Inoltre viene scelta come ambasciatrice del marchio Bulgari per la linea di accessori. Per le campagne autunno/inverno è testimonial di molti come Versus, gli accessori Max Mara, in sostituzione della sorella Gigi, le calzature Giuseppe Zanotti e la linea di cosmetici Nars Cosmetics, oltre a continuare la collaborazione con Bulgari e Dior, e facendo di lei una delle modelle più richieste. Nel mese di settembre segna il record di maggior numero di copertine sulla rivista Vogue in un solo mese, apparendo nelle edizioni cinese, araba, australiana, spagnola e brasiliana. Nel mese di novembre entra per la prima volta nella classifica delle modelle più pagate, stilata dalla rivista Forbes, posizionandosi al nono posto con un guadagno di 6 milioni di dollari. L'anno successivo sale all'ottavo posto guadagnando 8.5 milioni di dollari, insieme alla collega Joan Smalls.
Nel 2019 è protagonista, insieme al collega Lucky Blue Smith, della campagna pubblicitaria di KITH x Versace. Nel mese di marzo viene fotografata sulla copertina di Vogue Russia, mentre il mese successivo è su due copertine di Vogue, per l'edizione Greca e americana.
Nel 2022 vince il premio di "Modella dell'anno" ai British Fashion Awards.

## Vita privata
Dal 2015 al 2019 è stata legata sentimentalmente al cantante The Weeknd, sebbene la storia sia stata interessata da un'interruzione durante la quale il cantante ha avuto una relazione con la cantante ed attrice Selena Gomez.
Dal 2020 al 2023 la modella ha avuto una relazione con l'art director Marc Kalman.

## Filmografia
- Love Advent – serie TV, 4 episodi (2014-2016)
- Ramy – serie TV, episodi 3x04-3x05-3x10 (2022)
- Pirelli Calendar 2023 - Love Letters to the Muse – cortometraggio (2023)
- Yellowstone – serie TV, episodi 5x12-5x13-5x14 (2024)

## Videoclip
- In the Night - The Weeknd (2015)
- CODE - Offset ft. Moneybagg Yo (2023)

## Campagne pubblicitarie
- Alexander Wang (2020)
- Balmain A/I (2015)
- Boghossian Jewelry A/I (2015)
- Botkier (2015)
- Bulgari Accessori A/I (2017)
- Bulgari Goldea Roman Night Fragrance (2017)
- Burberry P/E (2020)
- Calvin Klein (2016,2019)
- Calvin Klein Swimwear (2020)
- Chrome Hearts P/E (2013) A/I (2018)
- Dior Beauty (2016-2021)
- Dsquared2 A/I (2018)
- DKNY P/E (2017)
- Fendi P/E (2017)
- Giuseppe Zanotti A/I (2017) P/E (2018)
- Givenchy A/I (2016) P/E (2021)
- Helmut Lang (2020)
- J.W. Anderson A/I (2016)
- Jean Paul Gaultier Les Marins (2021)
- Joe's Jeans P/E (2016)
- KITH x Versace (2019)
- Magnum (2018)
- Marc Jacobs P/E (2016)
- Marc Jacobs Eyewear (2021)
- Max Mara Accessories A/I (2017) P/E (2018)
- MICHAEL Michael Kors P/E (2019;2021) A/I (2019-2020)
- Michael Michael Kors Holiday (2019)
- Miss Sixty P/E (2022)
- Missoni P/E (2019-2020) A/I (2019)
- Moschino P/E (2017;2019;2021)
- Nars Cosmetics (2017)
- Nike (2017)
- Ochirly A/I (2017) P/E (2018)
- Penshoppe (2017-2018)
- Ralph Lauren Denim (2015)
- Rag & Bone P/E (2018)
- Self Portrait P/E (2022)
- Tag Heuer (2017)
- Topshop (2015-2016)
- True Religion A/I (2018)
- Versace A/I (2018) P/E (2019;2022)
- Versace Dylan Blue fragrance (2021-2022)
- Versace Handbags P/E (2016)
- Versus Versace x Zayn (2017)
- Victoria's Secret (2021-2022)
- Zadig & Voltaire P/E (2017) A/I (2017)

## Agenzie
- IMG Models - New York, Los Angeles, Milano, Parigi, Londra, Sydney